# Uairimé Tiebala
Uairimé Tiebala (em francês: Ouaïrimé Tiebala) foi um nobre senufô de Nielé, na atual Costa do Marfim, que esteve ativo no final do século XIX.

## Vida
Uairimé assume o comando de Nielé em sucessão de Nopé Fangam e governou conjuntamente com Piequé.[a] Segundo a tradição oral, tomado de uma necessidade de conquista, o fama Tiebá (r. 1866–1893) do Reino de Quenedugu atacou os Tiebalas em Nielé. Na sua aproximação, os locais evacuaram Nielé e sob liderança de Piequé e Uairimé chegaram a Sinematiali. Tieba os perseguiu, mas foi derrotado por eles, a quem os guerreiros de Sinematiali se juntaram. Tiebá voltou à capital, sem saque, depois de ter demolido Nielé. Piequé, Uairimé e seu povo voltaram a Nielé, que reconstruíram parcialmente e fundaram Sordi em 1893. Piequé adoeceu e, aleijado, não quer mais assumir o comando, fazendo Uairimé comandante único. Seus partidários, entretanto, se negam a obedecer Uairimé. Pouco depois, Piequé faleceu e uma guerra civil eclode entre os chefes do exército.
Um tenente chamado Fatocoma, filho de Nopé Fangam, matou um tenente do partido e Uairimé. O último fez com que o culpado fosse executado; os partidários do falecido Piequé se amotinaram e, colocando Barguim Golo ou Beguim Golo em seu comando, sitiaram Uairimé e seus partidários em Nielé. O último, vendo-se impotente para subjugar os rebeldes, enviou seu filho a Tiebá para pedir ajuda. Foi Babemba (r. 1893–1898), sucessor de Tiebá, que recebeu o enviado de Uairimé. Uma expedição, sob o comando de Babemba[b] foi a Nielé, mas ao chegar a Lumana, um cavalheiro anunciou que os franceses avançavam na direção de Sicasso (talvez a expedição do capital Morisson de 1897) para falar com ele, e ele voltou. Ele voltou logo depois de tomar uma estrada para Ponidiama (Falona) convidando os guerreiros de Cangura e Lumana a se juntarem a ele na missão de resgate.
Ao chegar, Barguim e seus partidários fugiram, mas foram perseguidos e aniquilados. Durante a expedição, Uairimé passou por "Sinaba" (Léraba Ocidental) e fundou a aldeia de Uairimabugu, na atual Burquina Fasso, a 25 quilômetros ao sul de Lumana, o que colocou entre ele e seus inimigos um rio e pântanos intransponíveis durante a maior parte do ano. Quando Babemba passou pela região em direção a Sicasso, Uairimé que temia a vingança de Barguim, seguiu Babemba com todos os seus apoiantes (entre dezembro de 1897 e janeiro de 1898). Com a conquista de Sicasso em maio de 1898 pelos franceses, Uairimé e seus partidários voltaram a Uairimabugu, de onde nunca mais saíram.